# Bürgermeisterwahlen in Sachsen 2011
Bürgermeisterwahlen fanden in Sachsen 2011 in 30 Kommunen statt. Dabei wurden 13 Bürgermeister im Amt bestätigt und zwei abgewählt.

## Wahlstatistik
| Vorschlag  | Anzahl |                    | Bürgermeister | Anzahl |
| CDU        | 4      | - wiedergewählt    | 13            |        |
| SPD        | 2      | - abgewählt        | 2             |        |
| FDP        | 2      | - nicht kandidiert | 15            |        |
| Linke      | 2      |                    |               |        |
| WV, EB, EV | 20     |                    |               |        |
| gesamt     | 30     |                    |               |        |

## Wahlergebnisse

### Landkreis Bautzen
Im Landkreis Bautzen fanden in drei Kommunen Wahlen statt. Diese sind im Folgenden aufgelistet. In keiner Kommune war eine Neuwahl notwendig. Das entscheidende Wahlergebnis ist markiert.
Gewählte Bewerber:
- Einzelbewerber/Bürgerinitiativen: 3
- Amtsinhaber wiedergewählt: 1
- Amtsinhaber abgewählt: 0
- Amtsinhaber nicht angetreten/Gemeindeneugründung: 2

Namen von Amtsinhabern sind fett ausgezeichnet.
| Wahltermin    | Gemeinde                        | Bewerber          | Vorschlag                      | Ergebnis (in %) | vorherige                                                             | nächste |
| ------------- | ------------------------------- | ----------------- | ------------------------------ | --------------- | --------------------------------------------------------------------- | ------- |
| 27. März      | Schirgiswalde-Kirschau          | Patric Jung       | CDU                            | 28,5            | Neugründung ← 2008 (Schirgiswalde) ← 2008 (Kirschau) ← 2008 (Crostau) | 2018 →  |
| 27. März      | Schirgiswalde-Kirschau          | Dietmar Stampniok | FW                             | 17,6            | Neugründung ← 2008 (Schirgiswalde) ← 2008 (Kirschau) ← 2008 (Crostau) | 2018 →  |
| 27. März      | Schirgiswalde-Kirschau          | Sven Gabriel      | Gabriel                        | 53,9            | Neugründung ← 2008 (Schirgiswalde) ← 2008 (Kirschau) ← 2008 (Crostau) | 2018 →  |
| 28. August    | Panschwitz-Kuckau Pančicy-Kukow | Andreas Mickel    | CDU/FSWV                       | 81,0            | ← 2008                                                                | 2014 →  |
| 28. August    | Panschwitz-Kuckau Pančicy-Kukow | Einzelvorschläge  | Einzelvorschläge               | 19,0            | ← 2008                                                                | 2014 →  |
| 25. September | Kamenz Kamjenc                  | Roland Dantz      | Dantz                          | 74,2            | ← 2004                                                                | 2018 →  |
| 25. September | Kamenz Kamjenc                  | Christoph Lötsch  | CDU                            | 4,4             | ← 2004                                                                | 2018 →  |
| 25. September | Kamenz Kamjenc                  | Henry Nitzsche    | Nitzsche                       | 11,0            | ← 2004                                                                | 2018 →  |
| 25. September | Kamenz Kamjenc                  | Mario Ertel       | WV f. VE u. direkte Demokratie | 10,5            | ← 2004                                                                | 2018 →  |

### Erzgebirgskreis
Im Erzgebirgskreis fanden in fünf Kommunen Wahlen statt. Diese sind im Folgenden aufgelistet. In keiner Kommune war eine Neuwahl notwendig. Das entscheidende Wahlergebnis ist markiert.
Gewählte Bewerber:
- Linke: 1
- CDU: 1
- Einzelbewerber/Bürgerinitiativen: 3
- Amtsinhaber wiedergewählt: 1
- Amtsinhaber abgewählt: 1
- Amtsinhaber nicht angetreten: 3

Namen von Amtsinhabern sind fett ausgezeichnet.
| Wahltermin    | Gemeinde          | Bewerber                     | Vorschlag        | Ergebnis (in %) | vorherige        | nächste                            |
| ------------- | ----------------- | ---------------------------- | ---------------- | --------------- | ---------------- | ---------------------------------- |
| 13. März      | Auerbach          | Prof. Dr. Jürgen vom Scheidt | BFW              | 27,8            | ← 2008           | 2018 →                             |
| 13. März      | Auerbach          | Marko Karl Gahler            | CDU              | 6,4             | ← 2008           | 2018 →                             |
| 13. März      | Auerbach          | Horst Kretzschmann           | Kretzschmann     | 65,7            | ← 2008           | 2018 →                             |
| 27. März      | Geyer             | Harald Wendler               | Linke            | 69,0            | ← 2008           | 2018 →                             |
| 27. März      | Geyer             | Johannes Scheithauer         | FWBF             | 15,9            | ← 2008           | 2018 →                             |
| 27. März      | Geyer             | Aron Schneider               | Schneider        | 15,2            | ← 2008           | 2018 →                             |
| 19. Juni      | Börnichen/Erzgeb. | Udo Fröhner                  | Fröhner          | 45,7            | ← 2004           | 2018 →                             |
| 19. Juni      | Börnichen/Erzgeb. | Frank Lohr                   | Lohr             | 54,3            | ← 2004           | 2018 →                             |
| 11. September | Hormersdorf       | Gudrun Wimmer                | CDU              | 96,5            | ← 2004           | Auflösung 2015 (Zwönitz) →         |
| 11. September | Hormersdorf       | Einzelvorschläge             | Einzelvorschläge | 3,5             | ← 2004           | Auflösung 2015 (Zwönitz) →         |
| 18. September | Bad Schlema       | Jens Müller                  | FWE              | 93,6            | ← 2004 (Schlema) | Auflösung 2019 (Aue-Bad Schlema) → |
| 18. September | Bad Schlema       | Stefan Hartung               | NPD              | 6,4             | ← 2004 (Schlema) | Auflösung 2019 (Aue-Bad Schlema) → |

### Landkreis Görlitz
Im Landkreis Görlitz fanden in vier Kommunen Wahlen statt. Diese sind im Folgenden aufgelistet. In zwei Kommunen war eine Neuwahl notwendig. Das entscheidende Wahlergebnis ist markiert.
Gewählte Bewerber:
- CDU: 2
- Linke: 1
- Einzelbewerber/Bürgerinitiativen: 1
- Amtsinhaber wiedergewählt: 1
- Amtsinhaber abgewählt: 0
- Amtsinhaber nicht angetreten/Gemeindeneugründung: 3

Namen von Amtsinhabern sind fett dargestellt.
| Wahl       | Wahl                  | Wahl               | Wahl                  | Wahl            | Neuwahl    | Neuwahl         | vorherige                                               | nächste |
| Wahltermin | Gemeinde              | Bewerber           | Vorschlag             | Ergebnis (in %) | Wahltermin | Ergebnis (in %) | vorherige                                               | nächste |
| ---------- | --------------------- | ------------------ | --------------------- | --------------- | ---------- | --------------- | ------------------------------------------------------- | ------- |
| 20. März   | Gablenz Jabłońc       | Dietmar Noack      | CDU                   | 92,3            |            |                 | ← 2008                                                  | 2018 →  |
| 20. März   | Gablenz Jabłońc       | Einzelvorschläge   | Einzelvorschläge      | 7,7             |            |                 | ← 2008                                                  | 2018 →  |
| 27. März   | Ebersbach-Neugersdorf | Bernd Noack        | CDU                   | 44,2            | 10. April  | 47,3            | Neugründung ← 2005 (Ebersbach/Sa.) ← 2008 (Neugersdorf) | 2018 →  |
| 27. März   | Ebersbach-Neugersdorf | David Andrick      | Linke                 | 8,9             | 10. April  | n. k.           | Neugründung ← 2005 (Ebersbach/Sa.) ← 2008 (Neugersdorf) | 2018 →  |
| 27. März   | Ebersbach-Neugersdorf | Verena Hergenröder | Hergenröder           | 46,9            | 10. April  | 52,7            | Neugründung ← 2005 (Ebersbach/Sa.) ← 2008 (Neugersdorf) | 2018 →  |
| 27. März   | Kreba-Neudorf         | Torsten Roschk     | Brg. f. Kreba-Neudorf | 44,2            | 10. April  | 35,6            | ← 2008                                                  | 2014 →  |
| 27. März   | Kreba-Neudorf         | Dirk Luther        | CDU                   | 41,6            | 10. April  | 53,6            | ← 2008                                                  | 2014 →  |
| 27. März   | Kreba-Neudorf         | Peter Nitsche      | Nitsche               | 14,3            | 10. April  | 10,8            | ← 2008                                                  | 2014 →  |
| 8. Mai     | Oybin                 | Hans-Jürgen Goth   | Linke                 | 74,5            |            |                 | ← 2004                                                  | 2018 →  |
| 8. Mai     | Oybin                 | Einzelvorschläge   | Einzelvorschläge      | 25,5            |            |                 | ← 2004                                                  | 2018 →  |

### Landkreis Leipzig
Im Landkreis Leipzig fand in einer Kommunen eine Wahl statt. Eine Neuwahl wurde nicht nötig. Das entscheidende Wahlergebnis ist markiert.
Gewählte Bewerber:
- Einzelbewerber/Bürgerinitiativen: 1
- Amtsinhaber wiedergewählt: 0
- Amtsinhaber abgewählt: 0
- Amtsinhaber nicht angetreten: 1

Namen von Amtsinhabern sind fett ausgezeichnet.
| Wahltermin | Gemeinde | Bewerber           | Vorschlag | Ergebnis (in %) | vorherige | nächste |
| ---------- | -------- | ------------------ | --------- | --------------- | --------- | ------- |
| 10. April  | Colditz  | Peter Lewkowitz    | Linke     | 6,9             | ← 2008    | 2018 →  |
| 10. April  | Colditz  | Randy Zyma         | FDP       | 2,3             | ← 2008    | 2018 →  |
| 10. April  | Colditz  | Matthias Schmiedel | Schmiedel | 90,9            | ← 2008    | 2018 →  |

### Landkreis Meißen
Im Landkreis Meißen fanden in zwei Kommunen Wahlen statt. Diese sind im Folgenden aufgelistet. In einer Kommune war eine Neuwahl notwendig. Das entscheidende Wahlergebnis ist markiert.
Gewählte Bewerber:
- Einzelbewerber/Bürgerinitiativen: 3
- Amtsinhaber wiedergewählt: 2
- Amtsinhaber abgewählt: 0
- Amtsinhaber nicht angetreten: 1

Namen von Amtsinhabern sind fett ausgezeichnet.
| Wahltermin    | Gemeinde     | Bewerber          | Vorschlag        | Ergebnis (in %) | vorherige | nächste                        |
| ------------- | ------------ | ----------------- | ---------------- | --------------- | --------- | ------------------------------ |
| 23. Januar    | Triebischtal | Dieter Schneider  | Schneider        | 95,7            | ← 2004    | Auflösung 2012 (Klipphausen) → |
| 23. Januar    | Triebischtal | Einzelvorschläge  | Einzelvorschläge | 4,3             | ← 2004    | Auflösung 2012 (Klipphausen) → |
| 18. September | Meißen       | Olaf Raschke      | Raschke          | 81,1            | ← 2004    | 2018 →                         |
| 18. September | Meißen       | Mirko Beier       | NPD              | 3,0             | ← 2004    | 2018 →                         |
| 18. September | Meißen       | Falk Werner Orgus | Orgus            | 13,0            | ← 2004    | 2018 →                         |
| 18. September | Meißen       | Dietmar Stenzel   | SVP              | 2,9             | ← 2004    | 2018 →                         |
| 23. Oktober   | Diera-Zehren | Carola Balk       | Balk             | 50,9            | ← 2006    | 2018 →                         |
| 23. Oktober   | Diera-Zehren | Kathrin Friemel   | Friemel          | 13,5            | ← 2006    | 2018 →                         |
| 23. Oktober   | Diera-Zehren | Bernhard Kroemer  | Kroemer          | 30,0            | ← 2006    | 2018 →                         |
| 23. Oktober   | Diera-Zehren | Helge Landmann    | Landmann         | 5,5             | ← 2006    | 2018 →                         |

### Landkreis Mittelsachsen
Im Landkreis Mittelsachsen fanden in fünf Kommunen Wahlen statt. Diese sind im Folgenden aufgelistet. In keiner Kommune war eine Neuwahl notwendig. Das entscheidende Wahlergebnis ist markiert.
Gewählte Bewerber:
- FDP: 1
- SPD: 1
- Einzelbewerber/Bürgerinitiativen: 3
- Amtsinhaber wiedergewählt: 3
- Amtsinhaber abgewählt: 0
- Amtsinhaber nicht angetreten: 2

Namen von Amtsinhabern sind fett ausgezeichnet.
| Wahltermin    | Gemeinde           | Bewerber                          | Vorschlag                         | Ergebnis (in %) | vorherige | keine                                       |
| ------------- | ------------------ | --------------------------------- | --------------------------------- | --------------- | --------- | ------------------------------------------- |
| 6. Februar    | Ziegra-Knobelsdorf | Helga Busch                       | Busch                             | 98,0            | ← 2004    | Auflösung 2015 (Döbeln) → 2015 (Waldheim) → |
| 6. Februar    | Ziegra-Knobelsdorf | Einzelvorschläge                  | Einzelvorschläge                  | 2,0             | ← 2004    | Auflösung 2015 (Döbeln) → 2015 (Waldheim) → |
| 15. Mai       | Altmittweida       | Jens-Uwe Miether                  | Bürger für Altmittweida           | 68,7            | ← 2008    | 2018 →                                      |
| 15. Mai       | Altmittweida       | Einzelvorschlag Siegfried Lohmann | Einzelvorschlag Siegfried Lohmann | 28,4            | ← 2008    | 2018 →                                      |
| 15. Mai       | Altmittweida       | weitere Einzelvorschläge          | weitere Einzelvorschläge          | 2,9             | ← 2008    | 2018 →                                      |
| 19. Juni      | Großschirma        | Volkmar Schreiter                 | FDP                               | 97,9            | ← 2004    | 2018 →                                      |
| 19. Juni      | Großschirma        | Einzelvorschläge                  | Einzelvorschläge                  | 2,1             | ← 2004    | 2018 →                                      |
| 7. August     | Großweitzschen     | Ulrich Fleischer                  | FWG                               | 68,5            | ← 2008    | 2018 →                                      |
| 7. August     | Großweitzschen     | Sven Schilder                     | CDU                               | 26,6            | ← 2008    | 2018 →                                      |
| 7. August     | Großweitzschen     | Alexander Krebs                   | FDP                               | 4,8             | ← 2008    | 2018 →                                      |
| 25. September | Hainichen          | Dieter Greysinger                 | SPD                               | 78,1            | ← 2004    | 2018 →                                      |
| 25. September | Hainichen          | Donald Bösenberger                | CDU                               | 17,6            | ← 2004    | 2018 →                                      |
| 25. September | Hainichen          | Ron Meixelsberger                 | FDP                               | 4,3             | ← 2004    | 2018 →                                      |

### Landkreis Nordsachsen
Im Landkreis Nordsachsen fanden in vier Kommunen Wahlen statt. In keiner Kommune war eine Neuwahl nötig. Das entscheidende Wahlergebnis ist markiert.
Gewählte Bewerber:
- CDU: 1
- SPD: 1
- Einzelbewerber/Bürgerinitiativen: 2
- Amtsinhaber wiedergewählt: 2
- Amtsinhaber abgewählt: 0
- Amtsinhaber nicht angetreten: 2

Namen von Amtsinhabern sind fett ausgezeichnet.
| Wahltermin   | Gemeinde | Bewerber            | Vorschlag        | Ergebnis (in %) | vorherige | nächste |
| ------------ | -------- | ------------------- | ---------------- | --------------- | --------- | ------- |
| 20. März     | Trossin  | Hendrik Wernicke    | FWG              | 19,0            | ← 2008    | 2018 →  |
| 20. März     | Trossin  | Heidrun Schröter    | Linke            | 5,1             | ← 2008    | 2018 →  |
| 20. März     | Trossin  | Lutz Biedermann     | FDP              | 3,2             | ← 2008    | 2018 →  |
| 20. März     | Trossin  | Max-Bringfried Otto | Otto             | 72,6            | ← 2008    | 2018 →  |
| 27. März     | Beilrode | Heike Schmidt       | CDU              | 68,8            | ← 2008    | 2016 →  |
| 27. März     | Beilrode | Jens Gebhardt       | Gebhardt         | 31,2            | ← 2008    | 2016 →  |
| 27. März     | Mügeln   | Rico Winterlich     | CDU              | 9,4             | ← 2008    | 2015 →  |
| 27. März     | Mügeln   | Volkmar Winkler     | SPD              | 85,5            | ← 2008    | 2015 →  |
| 27. März     | Mügeln   | Axel Finke          | FDP              | 5,1             | ← 2008    | 2015 →  |
| 4. September | Arzberg  | Hartmut Krieg       | Krieg            | 94,4            | ← 2004    | 2015 →  |
| 4. September | Arzberg  | Einzelvorschläge    | Einzelvorschläge | 5,6             | ← 2004    | 2015 →  |

### Landkreis Sächsische Schweiz-Osterzgebirge
Im Landkreis Sächsische Schweiz-Osterzgebirge fand nur in einer Stadt eine Wahl statt. Eine Neuwahl war nicht nötig. Das entscheidende Wahlergebnis ist markiert.
Gewählte Bewerber:
- Einzelbewerber/Bürgerinitiativen: 1
- Amtsinhaber wiedergewählt: 1
- Amtsinhaber abgewählt: 0
- Amtsinhaber nicht angetreten: 0

Namen von Amtsinhabern sind fett ausgezeichnet.
| Wahltermin | Gemeinde       | Bewerber       | Vorschlag | Ergebnis (in %) | vorherige | nächste |
| ---------- | -------------- | -------------- | --------- | --------------- | --------- | ------- |
| 29. Mai    | Dippoldiswalde | Ralf Kerndt    | UnBüD     | 66,4            | ← 2004    | 2014 →  |
| 29. Mai    | Dippoldiswalde | Kerstin Körner | CDU       | 33,6            | ← 2004    | 2014 →  |

### Vogtlandkreis
Im Vogtlandkreis fanden in vier Kommunen Wahlen statt. Diese sind im Folgenden aufgelistet. In zwei Kommunen war eine Neuwahl notwendig. Das entscheidende Wahlergebnis ist markiert.
Gewählte Bewerber:
- FDP: 1
- Einzelbewerber/Bürgerinitiativen: 3
- Amtsinhaber wiedergewählt: 2
- Amtsinhaber abgewählt: 1
- Amtsinhaber nicht angetreten/Gemeindeneugründung: 1

Namen von Amtsinhabern sind fett ausgezeichnet.
| Wahl       | Wahl             | Wahl               | Wahl                | Wahl            | Neuwahl    | Neuwahl         | vorherige                                                        | nächste |
| Wahltermin | Gemeinde         | Bewerber           | Vorschlag           | Ergebnis (in %) | Wahltermin | Ergebnis (in %) | vorherige                                                        | nächste |
| ---------- | ---------------- | ------------------ | ------------------- | --------------- | ---------- | --------------- | ---------------------------------------------------------------- | ------- |
| 6. Februar | Heinsdorfergrund | Reiner Löffler     | Löffler             | 96,8            |            |                 | ← 2004                                                           | 2013 →  |
| 6. Februar | Heinsdorfergrund | Einzelvorschläge   | Einzelvorschläge    | 3,2             |            |                 | ← 2004                                                           | 2013 →  |
| 17. April  | Rosenbach/Vogtl. | Kerstein Steinbach | CDU                 | 29,0            | 8. Mai     | 37,2            | Neugründung ← 2005 (Leubnitz) ← 2009 (Mehltheuer) ← 2008 (Syrau) | 2018 →  |
| 17. April  | Rosenbach/Vogtl. | Achim Schulz       | FDP                 | 42,9            | 8. Mai     | 62,8            | Neugründung ← 2005 (Leubnitz) ← 2009 (Mehltheuer) ← 2008 (Syrau) | 2018 →  |
| 17. April  | Rosenbach/Vogtl. | Eberhard Prager    | LVL                 | 28,1            | 8. Mai     | n. k.           | Neugründung ← 2005 (Leubnitz) ← 2009 (Mehltheuer) ← 2008 (Syrau) | 2018 →  |
| 5. Juni    | Lengenfeld       | Volker Bachmann    | FW „Pro Lengenfeld“ | 90,0            |            |                 | ← 2004                                                           | 2018 →  |
| 5. Juni    | Lengenfeld       | Hermann Seidel     | Linke               | 10,0            |            |                 | ← 2004                                                           | 2018 →  |
| 29. Mai    | Adorf/Vogtl.     | Mariechen Bang     | CDU                 | 47,5            | 19. Juni   | 46,5            | ← 2004                                                           | 2018 →  |
| 29. Mai    | Adorf/Vogtl.     | Andreas Hulka      | Hulka               | 4,5             | 19. Juni   | n. k.           | ← 2004                                                           | 2018 →  |
| 29. Mai    | Adorf/Vogtl.     | Rico Schmidt       | Schmidt             | 48,0            | 19. Juni   | 53,5            | ← 2004                                                           | 2018 →  |

## Belege
1. ↑  Bürgermeisterwahlen. Abgerufen am 26. November 2023.